# Гаррі Гілвеніус
Гаррі Йоахім Гілвеніус (швед. Harry Joachim Hilvenius, нар. 6 жовтня 2007, Швеція) — шведський футболіст, захисник клубу «Геккен».

## Ігрова кар'єра

### Клубна
Гаррі Гілвеніус починав грати в клубі «Унсала». У 2023 році він приєднався до молодіжного складу клубу Аллсвенскан «Геккен». Перед початком сезону 2025 року футболіста стали залучати до тренувань першої команди клубу. 1 березня в кубковому матчі проти «Сіріуса» Гілвеніус дебютував за першу команду. 10 травня в матчі проти того ж «Сіріуса» захисник вперше вийшов на поле у матчі чемпіонату країни.
У травні 2025 року Гаррі Гілвеніус в складі «Геккена» став переможцем національного Кубка.

### Збірна
У 2024 році в складі юнацької збірної Швеції (U-17) Гаррі Гілвеніус брав участь у юнацькому чемпіонаті Європи, що проходив на Кіпрі. На турнірі захисник зіграв три матчі.

## Титули
Геккен
 Переможець Кубка Швеції: 2024/25